# Mariko Yoshida
Mariko Morita (盛田 万里子 Morita Mariko?, 15 de febrero de 1970), más conocida por su nombre en el ring Mariko Yoshida (吉田 万里子 Yoshida Mariko?), es una luchadora profesional japonesa retirada. Es conocida por su trabajo con la promoción de lucha libre profesional ARSION, donde también fue entrenadora principal.

## Carrera en la lucha libre profesional
Yoshida debutó en All Japan Women's Pro-Wrestling (AJW o Zenjo) el 10 de octubre de 1988 en el Pabellón Korakuen de Tokio en un combate contra Keiko Waki. Antes de su lesión en el cuello a finales de 1992, que la haría perderse dos años de tiempo en el ring, Yoshida era considerada como fácilmente una de las mejores estrellas jóvenes de AJW, a menudo mostrando maniobras aéreas inspiradas en la lucha libre mexicana para acompañar sus habilidades en la lona.
En 1997, dejó AJW para unirse a la promoción Arsion de Aja Kong, convirtiéndose en su entrenadora principal. Allí fue reenvasada como una maestra de la lucha técnica y recibió un push como una gran estrella. La apodaron ARSION no Shinjutsu, o «Arsion Verdadero Corazón». Abandonando las técnicas high flyer de su etapa en Zenjo, su estilo en Arsion se centró en la lucha al ras de la lona y en llaves de sumisión derivadas de shoot wrestling, junto con sumisiones más elaboradas inspiradas en la lucha libre mexicana.
En junio de 2005, lanzó Ibuki, una serie de eventos bimensual, con la intención de brindar oportunidades para que luchadores jóvenes y prometedores de diferentes promociones compitan entre sí y desafíen a luchadores experimentados como la propia Yoshida.
En 2006, Yoshida recibió el premio Future Legend Award del Cauliflower Alley Club, convirtiéndose en la segunda mujer, después de Cheerleader Melissa, en ganar este premio.
Yoshida se retiró de la lucha libre profesional el 19 de noviembre de 2017, perdiendo ante su aprendiz Hiroyo Matsumoto en su último combate.

## Campeonatos y logros
- All Japan Women's Pro-Wrestling
  - AJW Championship (1 vez)
  - AJW Tag Team Championship (3 veces) -  con Takako Inoue (2) y Rie Tamada (1)
- Arsion
  - Queen of Arsion Championship (3 veces)
  - Twin Star of Arsion Championship (2 veces) - con Aja Kong (1) y Lioness Asuka (1)
  - Zion '98 [1]
- BattlARTS
  - King and Queen Tournament (2000) – con Alexander Otsuka y Yumi Fukawa
- Cauliflower Alley Club
  - Future Legend Award (2006) [3]
- ChickFight
  - ChickFight II
  - ChickFight III
- Consejo Mundial de Lucha Libre
  - Campeonato Mundial Femenil del CMLL (1 vez) [1]